# عضلاوية
العضلاوية (الاسم العلمي: Gerbillini) هي قبيلة من الحيوانات تتبع الفصيلة الفأرية من رتبة القوارض.

## عمائر العضلاوية
- العضل